# Norman Read
Norman Richard Read (1931. augusztus 13. – 1994. május 22.) olimpiai bajnok angol születésű új-zélandi atléta.

## Pályafutása
Angliában született, majd 1953-ban Új-Zélandra költözött. Az 1956-os olimpiai játékokon már új-zélandi színekben állt rajthoz és aranyérmet nyert az 50 kilométeres gyaloglás versenyszámában.
Négy évvel később a római olimpián is jelen volt, ekkor ötödikként zárt a 20 kilométeres számban.
1966-ban 20 mérföldes távon bronzérmet nyert a Nemzetközösségi Játékokon.
1994. május 22-én egy bicikliversenyen szívinfarktus érte, melyben életét vesztette.

## Egyéni legjobbjai
- 20 kilométeres gyaloglás - 1.33:54 (1961)
- 50 kilométeres gyaloglás - 4.21:23 (1960)